# Parc national des Îles-de-Boucherville
Vous lisez un « bon article » labellisé en 2009.
Pour les articles homonymes, voir Boucherville (homonymie).
Le parc national des Îles-de-Boucherville est un parc national situé sur le Saint-Laurent, à Boucherville, sur la rive-sud de Montréal, au Québec (Canada). Il comprend un chapelet d'îles autrefois utilisées pour l'agriculture et la villégiature. À la suite de la menace du développement immobilier durant les années 1970, le gouvernement du Québec acquiert les îles et crée le parc en 1984. Il présente, au début du XXIe siècle, de nombreuses terres en friche ainsi que d'importantes zones de milieux humides. Le parc est reconnu pour son réseau cyclable développé, ses circuits en kayak ,son golf public et son réseau de pistes de ski de fond durant la saison hivernale. Le cerf de Virginie, nombreux sur les îles, est facilement observable en toutes saisons, tout comme le renard roux et l'écureuil gris.
Le parc est géré par le gouvernement du Québec et la Société des établissements de plein air du Québec (SÉPAQ).

## Toponymie
Les îles de Boucherville changent plusieurs fois de nom durant leur histoire. Elles sont initialement connues en 1664 sous le nom d'« îles Percées » lors de la concession de la seigneurie de Boucherville à Pierre Boucher. Au XVIIIe siècle, elles sont renommées collectivement sous le nom de « Isle Commune », du fait de la présence d'une commune sur les îles. C'est vers 1858 que le nom « îles de Boucherville » semble apparaître pour désigner les îles. Le nom reste identique par la suite.
Le nom Boucherville provient de la ville située à seulement 400 m des îles, sur la rive sud du fleuve. Le nom est donné par Pierre Boucher lui-même, auquel il ajoute à son nom de famille le suffixe « ville ». Pierre Boucher (1622-1717) est un véritable touche-à-tout. Il endosse tour à tour les fonctions de soldat, d'interprète, de linguiste, de juge, de gouverneur de Trois-Rivières, de lieutenant civil et criminel, de fondateur, de pionnier et d'urbaniste. Il est l'un des Canadiens les plus respectés de son époque. Il acquiert cependant sa renommée avec la publication en 1664 de l'Histoire véritable et naturelle des mœurs et productions du pays de la Nouvelle-France, vulgairement dite le Canada.

## Géographie

Parc national des Îles-de-Boucherville.

Le parc national a une superficie de 8,14 km2. Les îles de Boucherville font partie de l'archipel d'Hochelaga. Le parc comprend six îles de cet archipel qui en comprend une douzaine, soit les îles Sainte-Marguerite, Saint-Jean, à Pinard, de la Commune, aux Raisins et Grosbois.
Le parc est localisé entièrement dans la ville de Boucherville, qui fait partie de l'agglomération de Longueuil, dans la région de la Montérégie.
Le parc est accessible par la sortie no 1 de l'autoroute 25. Il est aussi accessible durant l'été par trois navettes fluviales reliant les îles à Montréal, Longueuil et Boucherville et durant l'hiver par le fleuve gelé côté Boucherville, dont l'épaisseur de la glace, sous la couche de neige, permet de traverser raquette et à ski. Les véhicules motorisés peuvent rouler sur le fleuve, notamment pour la pêche sur glace, mais sont interdits d'accès sur les îles de ce bord. Quelques sapins sont plantés sur le fleuve à partir du moment où il est suffisamment sécuritaire de s'y aventurer; ils sont retirés lorsque la fonte représente un danger, plusieurs mois plus tard.

### Géologie et relief

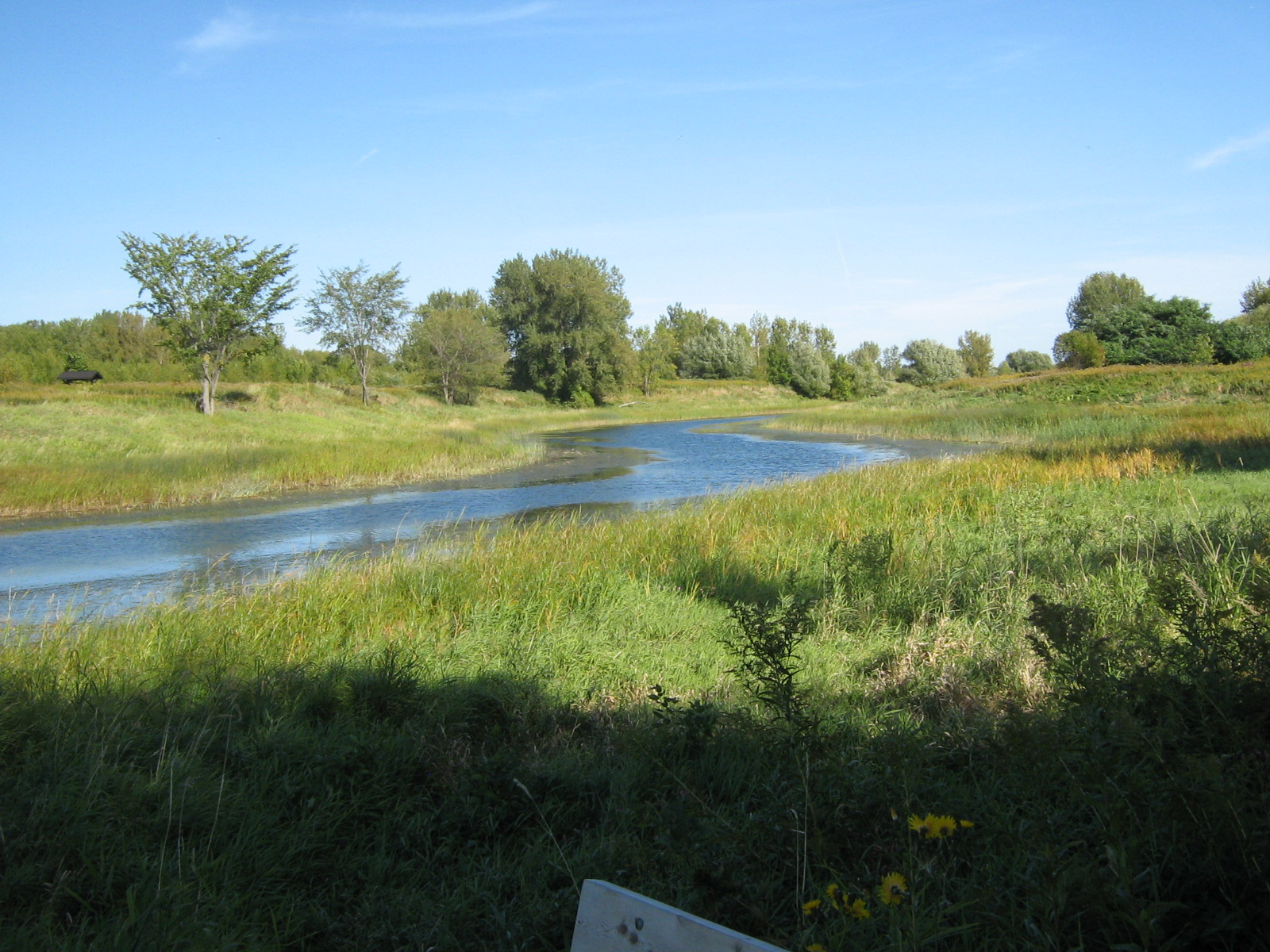
Chenal La Passe entre les îles de la Commune et Grosbois.

Le sous-sol du parc est composé de schistes de l'Ordovicien moyen de la formation des shales d'Utica. Les îles sont composées d'argile marine laissée par le retrait de la mer de Champlain il y a 12 000 ans. Cette argile a ensuite été modelée par le Saint-Laurent pour prendre sa forme actuelle.
Le relief des îles est faible et l'altitude ne dépasse pas neuf mètres.

### Hydrographie
Les îles de Boucherville sont situées dans le fleuve Saint-Laurent. Elles ne contiennent ni lac, ni cours d'eau. Elles sont cependant séparées par de nombreux chenaux, dont les plus importants sont les chenaux Grande Rivière et La Passe. Les îles étant de basse altitude, elles sont soumises aux crues printanières. Les îles aux Raisins et Saint-Jean, quant à elles, sont complètement inondées au printemps.

### Climat
Le climat du parc est semblable à celui de Montréal, qui est tout proche, avec un léger décalage saisonnier. Au printemps, la présence des glaces sur le fleuve, de même que l'ombre provoquée par les arbres, ralentit le réchauffement et l'automne est tempéré. Comme pour Montréal, l'amplitude thermique y est importante, environ 40 °C. Les précipitations y sont abondantes toute l'année, y compris la neige, qui est persistante dans cette zone de décembre à mai. Il tombe sur le parc environ 220 cm de neige par an. La couverture de neige y est cependant relativement faible, avec une moyenne de 33 cm en février. Le vent froid y souffle fort pendant la saison hivernale.
| Mois                              | jan.  | fév.  | mars | avril | mai  | juin | jui.  | août  | sep.  | oct. | nov. | déc.  |
| --------------------------------- | ----- | ----- | ---- | ----- | ---- | ---- | ----- | ----- | ----- | ---- | ---- | ----- |
| Température minimale moyenne (°C) | −12,4 | −10,6 | −4,8 | 2,9   | 10   | 14,9 | 17,9  | 16,7  | 11,9  | 5,9  | −0,2 | −8,9  |
| Température moyenne (°C)          | −8,9  | −7,2  | −1,2 | 7     | 14,5 | 19,3 | 22,3  | 20,8  | 15,7  | 9,2  | 2,5  | −5,6  |
| Température maximale moyenne (°C) | −5,4  | −3,7  | 2,4  | 11    | 19   | 23,7 | 26,6  | 24,8  | 19,4  | 12,3 | 5,1  | −2,3  |
| Précipitations (mm)               | 73,6  | 70,9  | 80,2 | 76,9  | 86,5 | 87,5 | 106,2 | 100,6 | 100,8 | 84,3 | 93,6 | 101,5 |
| dont neige (cm)                   | 45,9  | 46,6  | 36,8 | 11,8  | 0,4  | 0    | 0     | 0     | 0     | 2,2  | 24,9 | 57,8  |

## Milieu naturel
Le parc est situé dans l'écorégion basses-terres du Saint-Laurent, selon le cadre écologique du Canada. Cette région est celle qui présente le climat le plus méridional de la province. Elle est caractérisée par la présence de forêts mixtes dominées par l'érable à sucre, le bouleau jaune, la pruche du Canada et le pin blanc. Environ 60 % de l'écorégion sont consacrés à la culture intensive. L'urbanisation y est aussi importante, elle comprend entre autres les villes de Québec, Montréal et Ottawa.

### Flore
Plus de quatre-cent-cinquante (450) espèces végétales sont présentes dans le parc. La flore des îles est représentative du milieu riverain avec une succession allant du milieu terrestre au milieu aquatique. Dans le milieu terrestre, la friche agricole est l'élément prédominant en raison du passé récent de l'archipel. Le parc contient cependant quelques secteurs boisés, dont le plus important est le boisé Grosbois qui est composé du frêne rouge et de l'érable argenté. Les rivages sont quant à eux dominés par les saules, les peupliers, les cornouillers et les sumacs vinaigriers.
Parmi les plantes de la flore du parc se trouvent sept espèces en péril : l'arisème dragon, le caryer ovale, la claytonie de Virginie, le lycope rude, le noyer cendré, la sanguinaire du Canada et la violette affine.

### Faune
Le parc comprend vingt espèces de mammifères, parmi lesquelles se trouvent le cerf de Virginie, le renard roux, la mouffette rayée, le raton laveur, la Marmotte commune, le vison d'Amérique, l'écureuil gris, le rat musqué et le campagnol des champs, castor du canada . Parmi les espèces fréquentant le parc, quatre sont en péril. Il s'agit de la chauve-souris argentée, la chauve-souris cendrée, la chauve-souris rousse et la pipistrelle de l'Est.
La faune aviaire est beaucoup plus riche avec plus de deux-cent-quarante (240) espèces recensées dans le parc. Parmi ces espèces, le garrot d'Islande, la grèbe esclavon, le petit blongios, le pygargue à tête blanche, l'aigle royal, le faucon pèlerin , la sterne caspienne, le hibou des marais, le troglodyte à bec court, la grive de Bicknell, l'engoulevent d'Amérique et le martinet ramoneur sont considérés en péril.

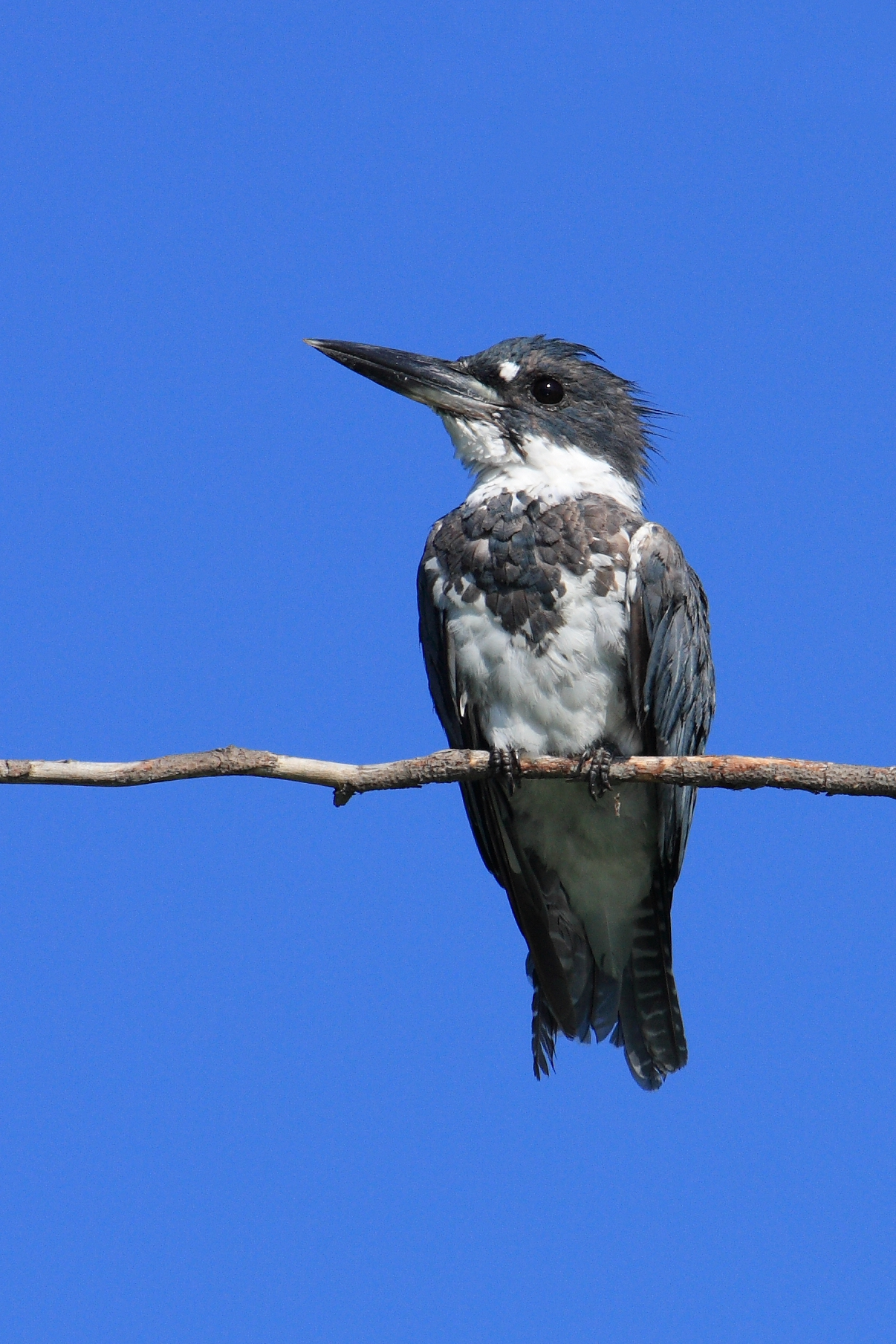
Martin-pêcheur d'Amérique (Megaceryle alcyon)
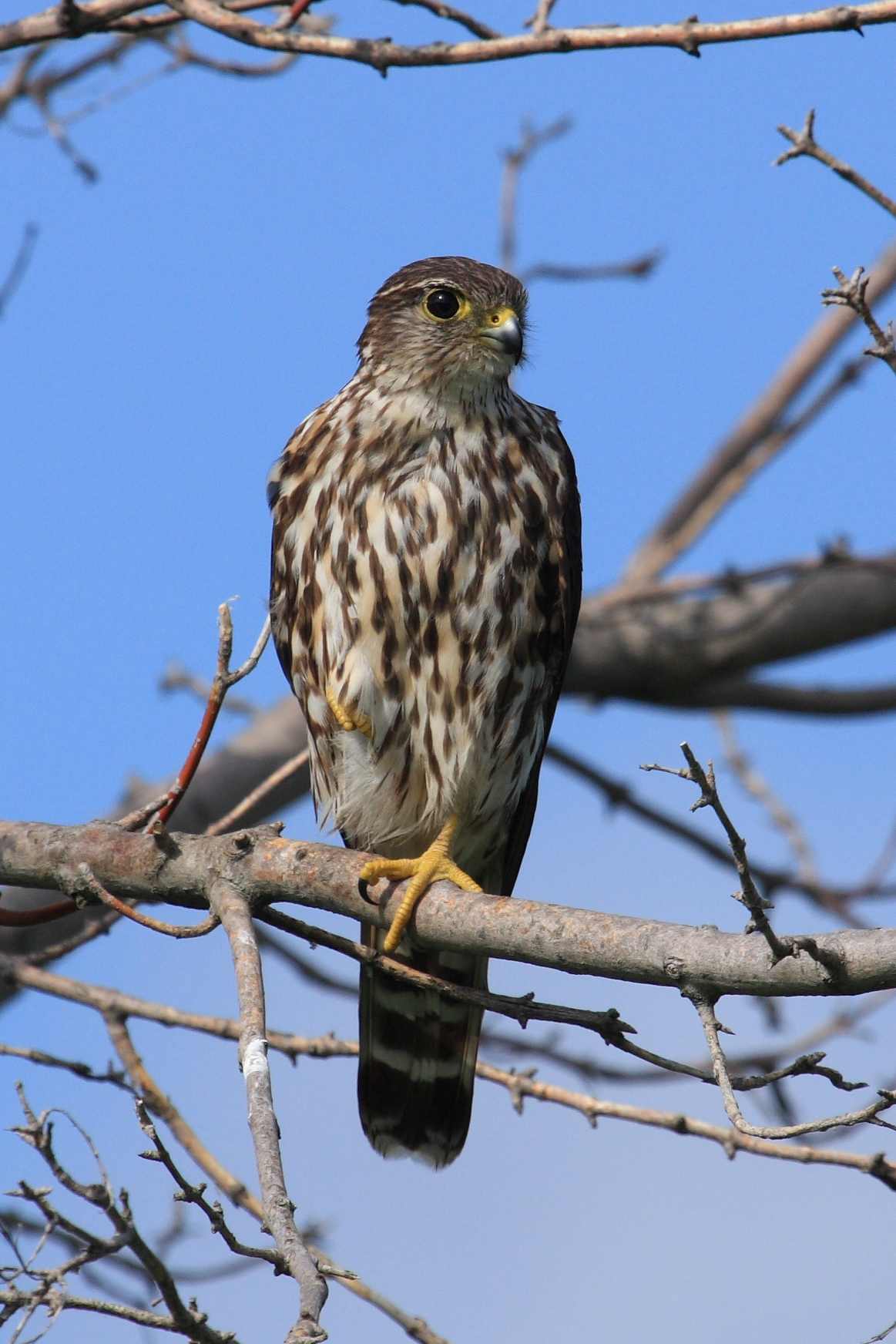
Faucon émerillon femelle ou immature (Falco columbarius)
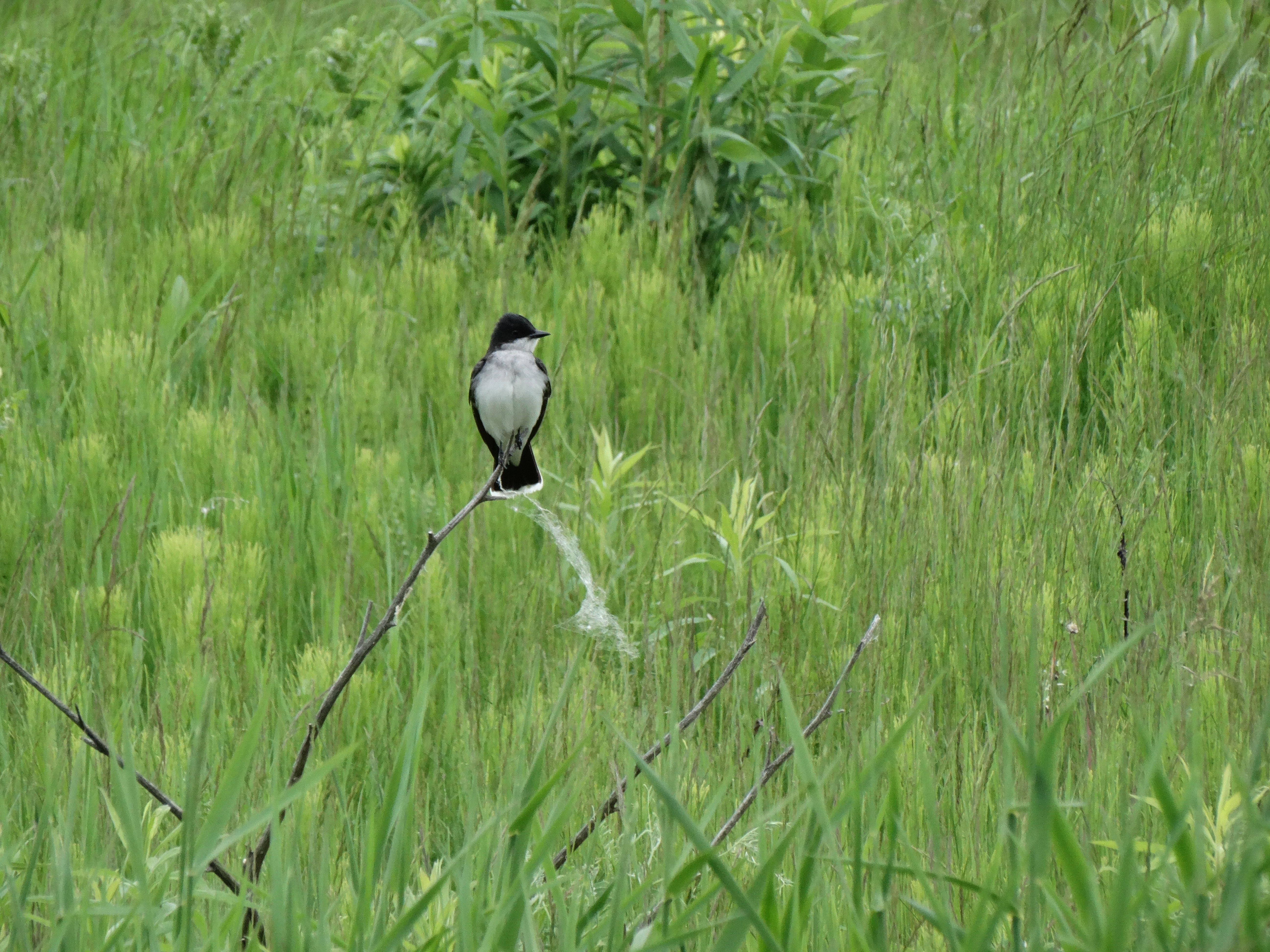
Un des nombreux oiseaux dans le parc des Îles-de-Boucherville
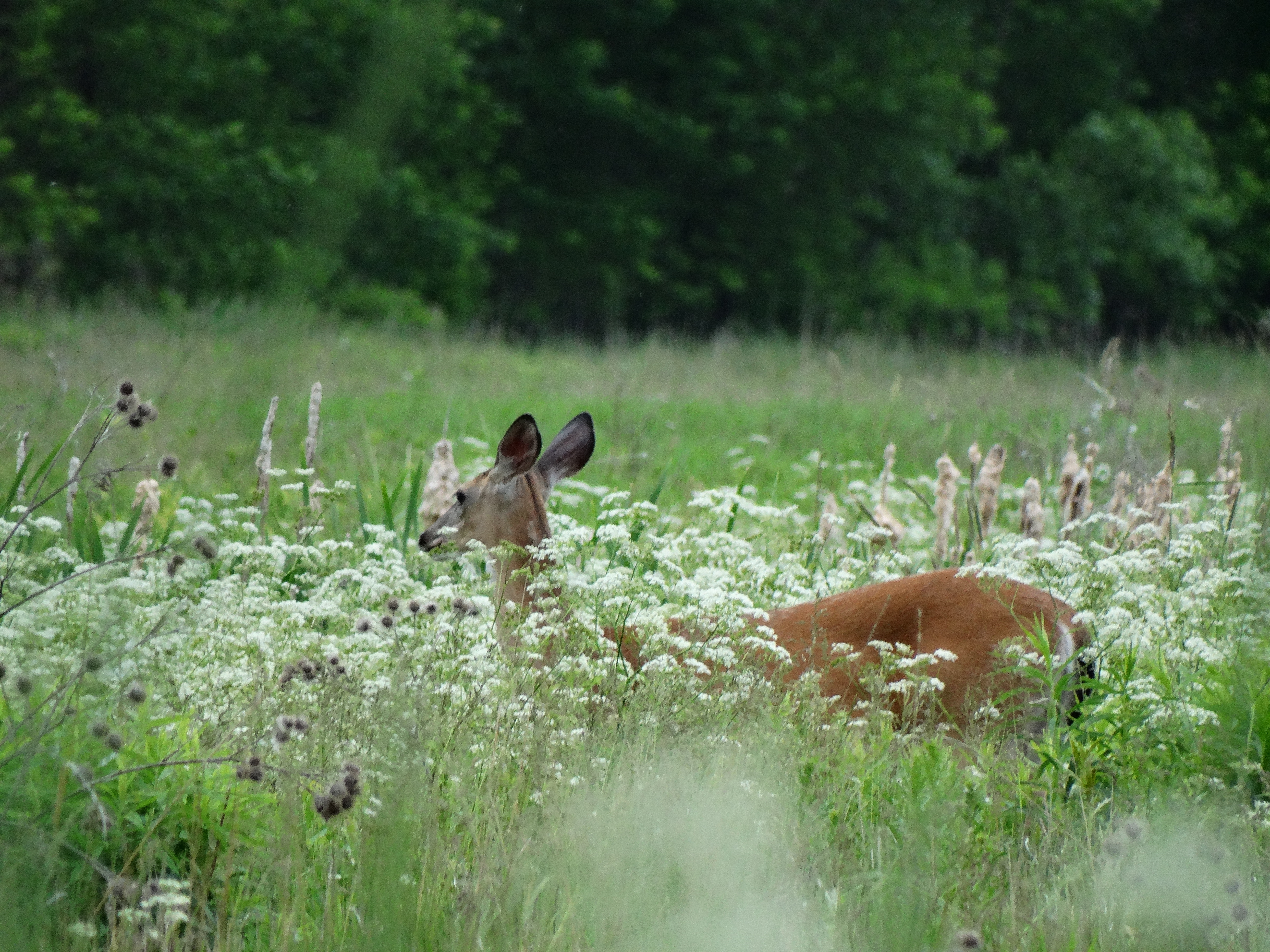
Un cerf de Virginie

Six espèces de reptiles sont présentes dans le parc, trois couleuvres et trois tortues. Parmi celles-ci se trouvent la tortue serpentine , la tortue peinte, la tortue géographique, la couleuvre rayée, la couleuvre d'eau et la couleuvre brune. La tortue géographique, la couleuvre d'eau et la couleuvre brune sont considérées en péril.
Les cinq espèces d'amphibiens qui vivent dans le parc des Îles-de-Boucherville sont le necture tacheté, le crapaud d'Amérique , la grenouille léopard, la grenouille verte et le ouaouaron.
Il y a quarante-cinq (45) espèces de poissons dans le parc, dont quatre sont considérées en péril : l'anguille d'Amérique , l'esturgeon jaune, l'esturgeon noir et le méné d'herbe.
En 2021, le gouvernement du Québec se dirait connaître plusieurs problèmes face aux îles de Boucherville. Soit, qu'il y aurait 250 cerfs de trop à cet endroit.

## Histoire

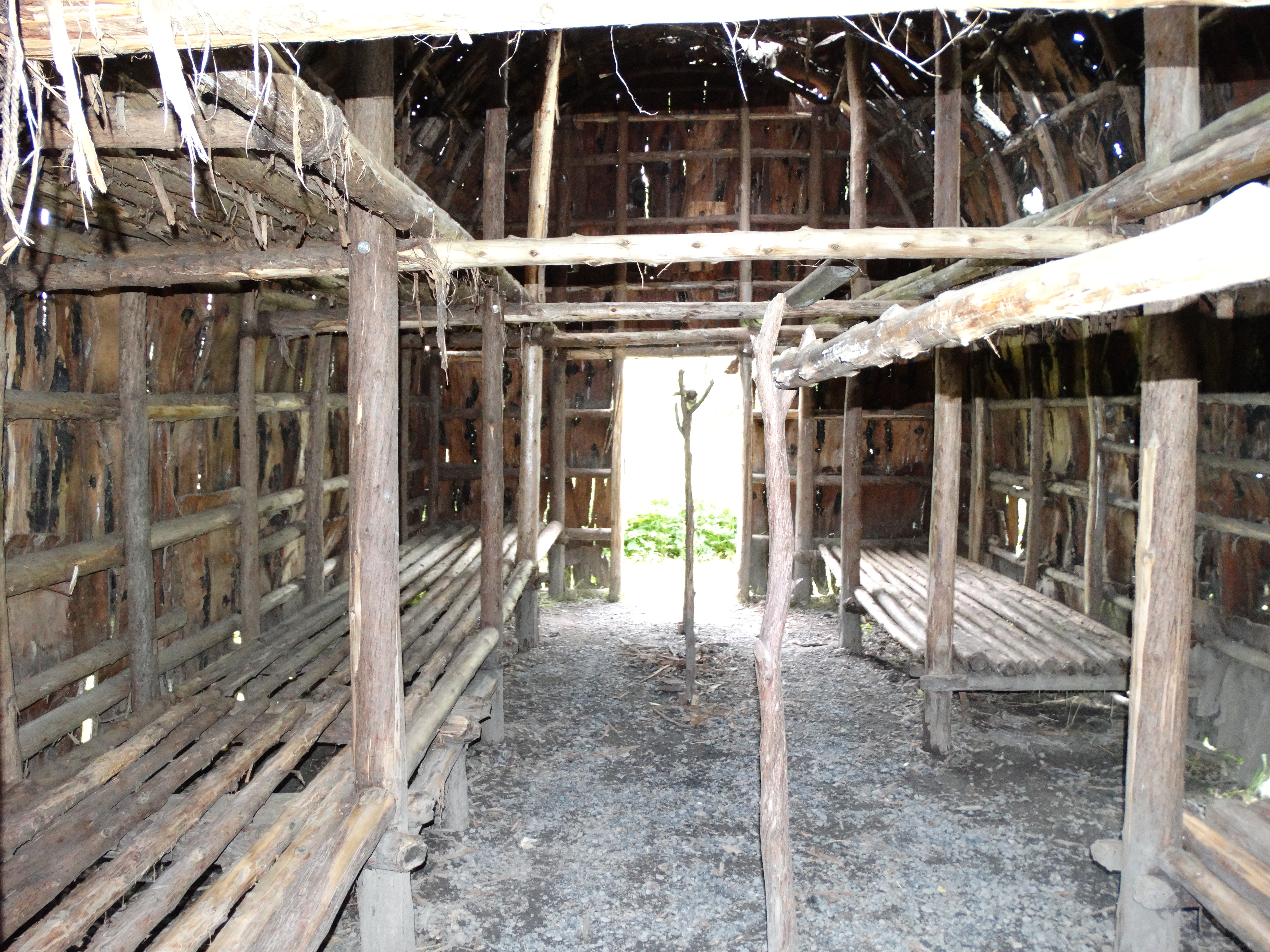
Reconstitution d'une maison longue sur l'île Grosbois.

Les archéologues découvrent des traces de présence humaine sur les îles datant du Sylvicole (de 400 avant Jésus-Christ à 1 600). Les Iroquoiens du Saint-Laurent utilisent les îles comme lieu de campement saisonnier pour l'exploitation des ressources animales et végétales de l'île.
Les îles sont offertes à Pierre Boucher en 1664 en même temps que la seigneurie de Boucherville. La vocation des îles était principalement l'agriculture.
Au XIXe siècle, les îles Charron et Sainte-Marguerite sont utilisées comme lieu de villégiature. John Molson s'établit sur l'île Sainte-Marguerite. Des fouilles archéologiques permettent de retrouver l'épave du Lady Sherbrooke, le quatrième bateau à vapeur construit par celui-ci. On pense d'ailleurs que l'archipel pourrait contenir le plus grand cimetière de bateaux à vapeur anciens au monde.

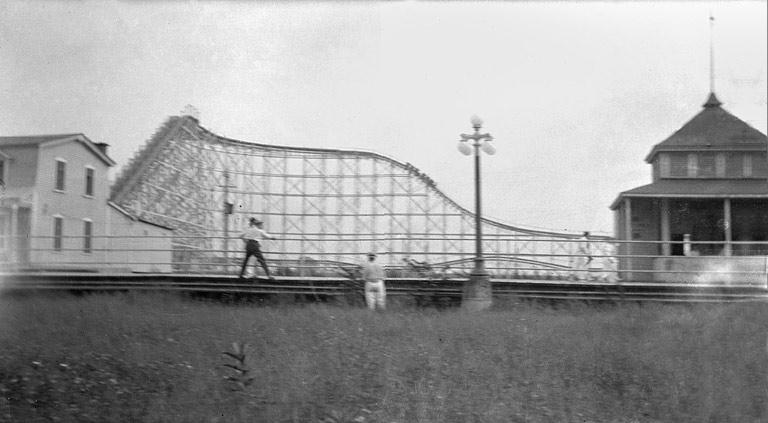
Montagnes russes du parc King Edward, vers 1910.

En 1910 s'ouvre le parc King Edward, un parc d'attractions situé sur l'île Grosbois. Il est contemporain aux parcs Sohmer et Dominion et précède ceux de Belmont et de La Ronde. Contrairement à ses concurrents, le parc n'était accessible que par bateau. Le parc est alors équipé de manèges, de kiosques, de salles de danse, d'un hippodrome, de montagnes russes et de carrousels durant l'été. Durant l'hiver, on peut y faire des tours de carriole. Le parc connaît aussi les premiers concours aériens du Canada en 1910. On y voit d'ailleurs l'aviateur Jacques de Lesseps, fils de Ferdinand de Lesseps (promoteur et réalisateur du canal de Suez), y construire et réparer des avions ; Louis Blériot vient aussi effectuer quelques essais sur l'île,. L'effondrement d'un quai en 1928 tue plusieurs personnes et la concurrence des parcs Dominion et Belmont provoquent la fermeture du parc d'attraction. Ses équipements sont finalement achetés par le parc Belmont.
En 1967, la construction du pont-tunnel Louis-Hippolyte-La Fontaine rend les îles accessibles par la route. Face au conflit entre les promoteurs immobiliers et le groupe de protection du patrimoine naturel, le gouvernement décide d'acheter les cinq îles entre 1973 et 1976 pour sept millions de dollars. L'île Sainte-Marguerite est aménagée pour la récréation en 1981. Le parc est inauguré 12 septembre 1984 sous le nom de parc de récréation des Îles-de-Boucherville. Son statut fut remplacé par celui de parc national en 2001 en même temps que pour tous les autres parcs du Québec. Le golf des Îles, aménagé sur l'île à Pinard a ouvert ses portes en 1991.
Le 18 novembre 2007, le gouvernement impose une réserve pour fins publiques sur 21 ha de l'île Charron dans le but d'agrandir le parc. En 2009, des citoyens concernés par l'avenir du parc décident de créer Les amis du parc national des Îles-de-Boucherville. En 2010, la Sépaq a annoncé qu'elle entend abandonner l'agriculture  et reboiser les terres ou les laisser en friche pour 2016. En octobre 2011, le gouvernement du Québec conclut une entente avec le promoteur propriétaire des 21 ha sur l'île Charron pour acheter ce terrain dans le but de l'annexer au parc.

## Administration

Logo du parc

Comme pour la plupart des parcs nationaux du Québec, le parc des Îles-de-Boucherville est administré par la Société des établissements de plein air du Québec (Sépaq) depuis 1999. Celle-ci gère l'offre d'activités et de services ainsi que la protection et la mise en valeur de ces parcs. Comme pour tous les parcs du Québec, l'exploitation des ressources naturelles à des fins forestières, minières et énergétiques sont interdites. Le passage d'oléoduc, de gazoduc et de ligne de transport d'énergie est interdit dans le parc, à l'exception des équipements déjà existants. La chasse et le piégeage y sont aussi interdits.

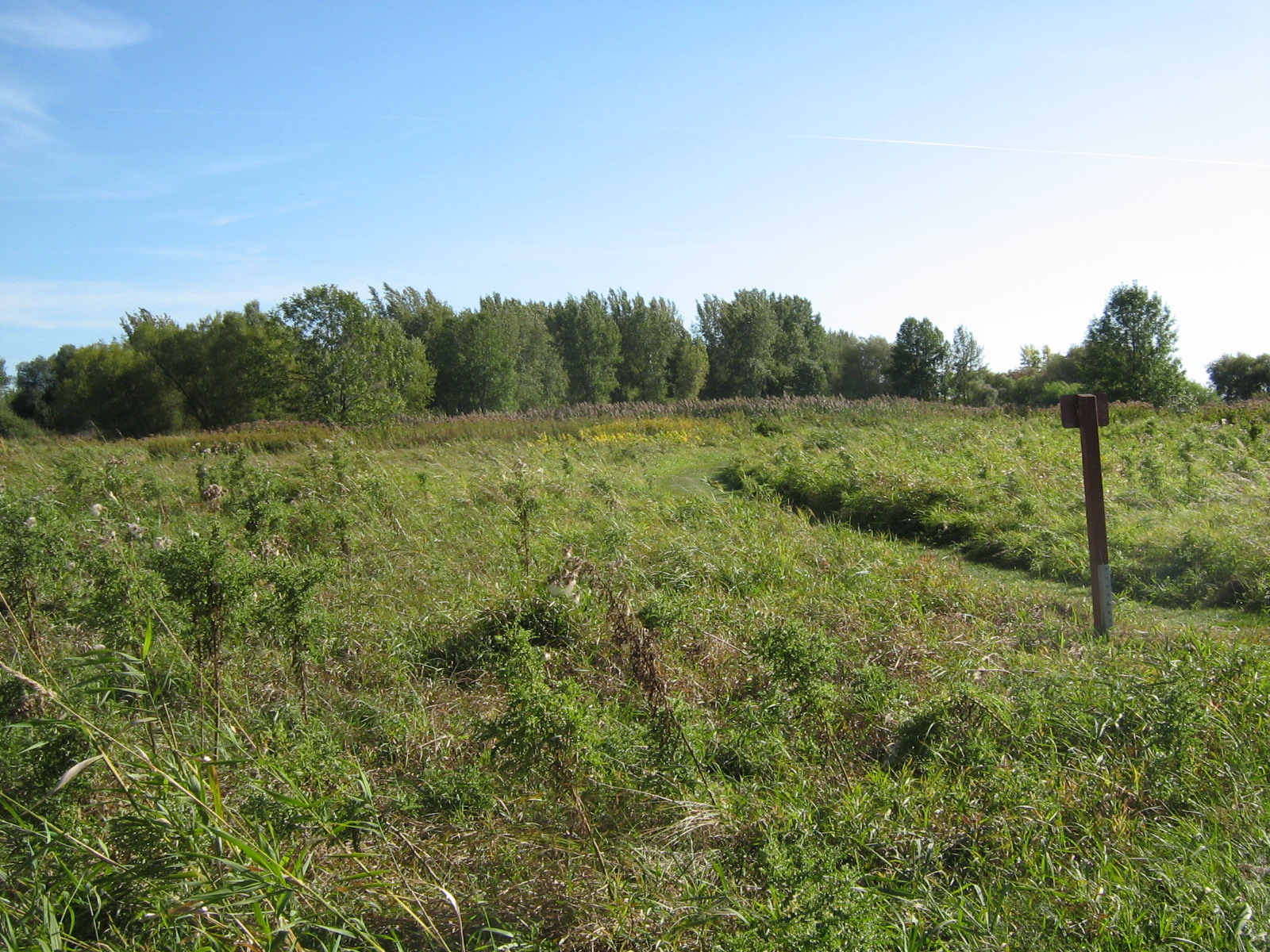
Sentier de l'Île-aux-Raisins.

Le centre administratif du parc est situé à l'intérieur du parc. Le même bâtiment administre aussi le parc national du Mont-Saint-Bruno qui est situé à une dizaine de kilomètres à l'est.

## Tourisme
Chaque année, le parc est visité par 295 000 visiteurs en moyenne. Il est accessible toute l'année, mais les navettes fluviales sont hors service durant la saison hivernale. Seule l'île Sainte-Marguerite est accessible par la route durant l'hiver. Le parc possède un camping abritant vingt-cinq tentes Huttopia ainsi que cinquante sites de camping sans services.
L'été, il est notamment possible de faire de la bicyclette, du canot, du kayak, de la randonnée pédestre et du volley-ball de plage. Le parc possède une vingtaine de kilomètres de sentier pédestre et de piste cyclable. L'hiver, les activités disponibles sont la raquette, le ski nordique, la randonnée pédestre sur neige et la trottinette des neiges.
Le parc est l'un des seuls au Québec, avec celui du Mont-Orford, à avoir un terrain de golf. Le golf des Îles, qui est situé sur l'île à Pinard, est un dix-huit trous ayant une longueur de 5 720 verges (5 230 m) et une difficulté normale de 70.